# Ilie Sánchez i Farrés
Ilie Sánchez i Farrés (Barcelona, 21 de novembre de 1990) és un jugador de futbol català que juga actualment a l'Austin FC. Natural del barri del Poble Sec de Barcelona, habitualment juga de centrecampista, encara que també ho ha fet de lateral.
Format al FC Barcelona, ha passat la major part de la seva carrera a la Major League Soccer, amb més de 180 partits a l'Sporting Kansas City i al Los Angeles FC. Va guanyar la U.S. Open Cup amb els primers el 2017 i la Supporters' Shield i la MLS Cup amb els segons la temporada 2022 de la Major League Soccer.

## Carrera esportiva

### CE APA Poble-Sec
El primer equip en el qual l'Ilie s'inicià al futbol fou el del barri, el C.E. APA POBLE-SEC  i fou en la categoría d'aleví al 1997.

### Barcelona B
Format a les categories inferiors del Barça, va jugar al Barcelona B entre 2010 i 2014, fins a ser el capità de l'equip. Principalment va jugar com a migcampista defensiu, però Ilie va ser reconvertit com a lateral dret per Luis Enrique, exjugador del FC Barcelona. També va ser cridat per Pep Guardiola per a la pretemporada del primer equip el 2010.

### Múnic 1860
El juny de 2014 es va desvincular del club blaugrana i va fitxar per 3 temporades pel Munic 1860, equip de la Segona Divisió alemanya. llie tenia encara un any de contracte amb el Barça, però el va rescindir per fitxar per un dels històrics clubs d'Alemanya. Va debutar a la lliga amb el club alemany en el primer partit de temporada, amb una derrota a domicili per 2-3 contra el 1. FC Kaiserslautern, i va marcar el seu primer gol el 26 de setembre en una victòria per 2-0 a casa contra el SpVgg Greuther Fürth.

### Elx
L'agost de 2015 és cedit a l'Elx CF per una temporada, on va jugar 28 partits a la Segona Divisió espanyola. Ilie va marcar un gol amb els colors de l'Elx, marcant el gol del triomf per 2-1 contra l'Osasuna, el novembre de 2015. Poc després del seu retorn al club d'origen, el seu contracte va ser anul·lat mútuament.

### Sporting Kansas City
El gener de 2017, després de mitja temporada inactiu, fitxa per 2 temporades per l'Sporting Kansas City de la MLS.